# 牛島敬次郎
牛島 敬次郎（うしじま けいじろう、1889年（明治22年）1月25日 - 1941年（昭和16年）5月22日）は、大日本帝国陸軍軍人。最終階級は陸軍中将。功四級。

## 経歴
1889年（明治22年）に福岡県で生まれた。陸軍士官学校第22期卒業。1937年（昭和12年）8月に陸軍歩兵大佐に進級し、1938年（昭和13年）3月に近衛歩兵第1連隊長に就任した。1940年（昭和15年）3月9日に陸軍少将進級と同時に東京陸軍幼年学校長に着任したが、在任中の1941年（昭和16年）5月22日に死去。同日任陸軍中将。